# Лабиализация
Лабиализация — огубление, «выпячивание» губ вперёд и/или придание им округлой формы при артикуляции какого-либо звука. Это явление также называется огублённостью или округлением. 
Некоторые языки (например, немецкий и французский) различают огубленные и неогубленные гласные переднего ряда одного и того же подъёма, а во вьетнамском по признаку огубленности различаются гласные заднего ряда.

## Примеры лабиализованных звуков

### В абхазском языке
В абхазском языке лабиализованные согласные обозначаются диграфами с помощью знака шва — ә. Часть из них занимают отдельное место в алфавите, а часть нет. В отличие от русского языка, эти звуки могут звучать не только перед [у] и [о]. Например, Сухуми — столица Абхазии — на абхазском языке называется Аҟәа, то есть, после лабиализованного звука [qʼʷ] (ҟә) следует гласный звук [а].

### В татарском и башкирском языках
В татарском и башкирском языках лабиализованы гласные [о], [ө], [у], [ү]. Лабиализация наблюдаются при изменениях фонетической системы. Лабиализация гласных [а], [ә] обусловлена законом губной гармонии гласных и происходит в соответствии с нормами произношения во 2-м слоге под влиянием [о], [ө] в 1-м, напр.: корал (оружие) к[о]р[а°]л, һөнәр (ремесло) һ[ө]н[ө°]р.

### В русском языке
Лабиализуются любые согласные звуки, стоящие перед лабиальными гласными [у] и [о].